# کلاپا
کلاپا (انگلیسی: Klapa) شکلی از آواز سنتی آکاپلا است که در دالماسی کرواسی رواج دارد. واژه‌ی کلاپا به‌عنوان «گروهی از دوستان» ترجمه می‌شود که راجع به‌ریشه‌های این نوع از موسیقی در آواز کرانه‌ای کلیساست. بُن‌مایه‌های این آواز عموماً گرامی‌داشت عشق، شراب، کشور (میهن)، و دریاست. مؤلفه‌های اصلی این موسیقی هارمونی و ملودی هستند، و ریتم در آن به‌ندرت اهمیت چندانی پیدا می‌کند. در سال ۲۰۱۲ کلاپا در فهرست میراث فرهنگی ناملموس یونسکو ثبت شد.